# Délégation du gouvernement contre la violence de genre
La délégation du gouvernement contre la violence de genre (en espagnol : Delegación del Gobierno contra la Violencia de Género) est une délégation administrative du gouvernement chargée de la politique en matière de violence contre les femmes en Espagne. Elle dépend du ministère de l'Égalité.

## Structure

### Création
La délégation du gouvernement à la violence de genre est créée par l'article 29 de la loi de 2004 relative à la protection globale contre la violence de genre (en espagnol : Ley Orgánica de Medidas de Protección Integral contra la Violencia de Género), sous le nom de « délégation spéciale du gouvernement contre la violence contre les femmes » (Delegación Especial del Gobierno contra la Violencia sobre la Mujer). Installée en 2005, elle prend son nom actuel en 2008.

### Siège
Le siège de la délégation du gouvernement contre la violence de genre se situe au 27 de la Calle Alcalá à Madrid.

### Missions
Le délégué du gouvernement contre la violence de genre est chargé de proposer la politique du gouvernement contre les différentes formes de violence de genre ; renforcer, coordonner et conseiller dans tous les domaines relatifs à la lutte contre la violence de genre.

### Sous-directions
La délégation du gouvernement contre la violence de genre s'organise de la manière suivante, :
- Déléguée du gouvernement contre la Violence de genre (Delegada del Gobierno contra la Violencia de Género) ;
  - Sous-direction générale de la Coordination interinstitutionnelle en matière de violence de genre.
  - Sous-direction générale de la Sensibilisation, de la Prévention et des Études sur la violence de genre.

## Délégués du gouvernement
| Titulaire                                                                  | Titulaire                   | Début      | Fin         | Parti   | Ministre                                  |
| -------------------------------------------------------------------------- | --------------------------- | ---------- | ----------- | ------- | ----------------------------------------- |
|                                                                            | Encarnación Orozco          | 16/04/2005 | 22/04/2008  | PSOE    | Jesús Caldera                             |
|                                                                            | Miguel Lorente Acosta       | 22/04/2008 | 31/12/2011  | PSOE    | Bibiana Aído Leire Pajín                  |
|                                                                            | Blanca Hernández Oliver     | 31/12/2011 | 11/02/2017  | PP      | Ana Mato Alfonso Alonso Dolors Montserrat |
|                                                                            | María José Ordoñez Carbajal | 11/02/2017 | 14/07/2018  | PP      | Dolors Montserrat                         |
|                                                                            | Pilar Llop                  | 14/07/2018 | 13/04/2019  | PSOE    | Carmen Calvo                              |
|                                                                            | Rebeca Palomo Díaz          | 29/04/2019 | 30/01/2020  | PSOE    | Carmen Calvo                              |
|                                                                            | Victoria Rosell             | 30/01/2020 | 08/12/2023  | Podemos | Irene Montero                             |
|                                                                            | Carmen Martínez Perza       | 08/12/2023 | En fonction | Sans    | Ana Redondo                               |
| Titres successifs : - depuis 2020 : délégation contre la violence de genre |                             |            |             |         |                                           |